# Historia de la lingüística
La historia de la lingüística está construida desde la antigüedad por una tradición de ideas y tratados sobre el lenguaje tales como la retórica, gramática, la filología, la morfología y la sintaxis para fundirse en esta ciencia que queda comprendida en la semiología y esta a su vez en la psicología social.

## Lingüística precientífica
La lingüística como ciencia autónoma, con sus propios métodos y con su propio objeto de estudio, no se consolidó hasta el siglo XIX. Previamente habían existido los estudios de las lenguas, el estudio de la gramática de lenguas concretas y cierto cuerpo de generalización sobre la estructura de las lenguas, sin embargo, toda la terminología gramatical no era más que un conjunto de etiquetas razonables, pero no existía un método propiamente científico para establecer las propiedades de las lenguas, la determinación de parentesco entre las mismas o su filiación filogenética.
Durante la fase precientífica fueron frecuentes las reflexiones idiosincráticas y filosóficas sobre la naturaleza convencional o arbitraria de las lenguas, su superioridad o perfección, o sobre su origen. Estas cuestiones precientíficas no podían ser convenientemente respondidas en el marco de la lingüística precientífica, por lo que no pasaron de especulaciones razonables o de conjuntos de reflexiones valiosas pero no estrictamente científicas.

### Antigua India
En la India antigua el estudio del lenguaje tuvo una gran tradición y llegó a producir tratados rigurosos con ideas sorprendentemente modernas. Debe decirse que la tradición lingüística de la antigua India no considera todas las lenguas en pie de igualdad, como sucedería en la lingüística moderna. En esa tradición el sánscrito, lengua llamada “perfecta” ("saṃskṛtam" bhaṣa) se opone a prácrito (prakṛta 'natural, ordinario, sin pulir', conjunto de variantes coloquiales innovadoras y menos conservadoras que el arcaizante sánscrito clásico).
Una de las figuras prominentes fue el gramático Pāṇini que vivió en el reino de Gandhāra entre los siglos V y IV a. C. El trabajo de Pāṇini se centró en describir con precisión la gramática del sánscrito clásica, relacionada con la lengua empleada en diversos textos de carácter sagrado como el Rig-veda (el texto más antiguo de la India, datado aproximadamente hacia mediados del II milenio a. C.). La lengua que describe Pāṇini frecuentemente se denomina "sánscrito clásico", mientras que la lengua empleada en el Rig-Veda similar aunque con algunos rasgos dialectales un poco diferentes se denomina "sánscrito védico" o simplemente "védico". El sánscrito descrito por Pāṇini parece ser una estandarización de lengua escrita basada en una lengua anterior al prácrito, cuyos primeros testimonios remontan a más de mil años antes de nuestra era. Se cree que la gente dejó de hablar sánscrito en el siglo III a. C. ―la época en que se compusieron los fundamentales textos épicos y mitológicos Mahābhārata y Ramayana― y fue sustituida por las lenguas prácritas. La gramática de Pāṇini tiene un carácter descriptivo, y es en este punto donde se diferencia de las gramáticas de los griegos y de las subsiguientes. La obra más célebre de Pāṇini, el Astadhiai, es llamada así porque consta de ocho lecciones (adhyaya). El texto, resume además teorías lingüísticas anteriores, transmitidas por vía oral. Es una razón la admiración de los filólogos modernos, pues llegó a una perfección en el análisis lingüístico que recién fue superada hace un siglo. Se cree comúnmente que Pāṇini compuso su obra entre los siglos IV y III a. C.
Los sutras (tratados) gramaticales de Pāṇini fueron completados por sus sucesores. Merece una mención Katyayana, autor de una amplia colección de notas críticas a la obra de Pāṇini, llamada Vartika.

### Antigua Grecia

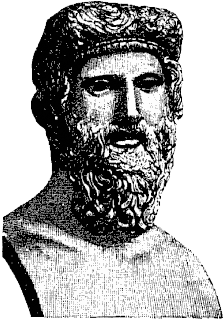
Platón.

La especulación sobre el lenguaje comenzó esporádicamente entre los filósofos retóricos presocráticos. Se discutieron dos cuestiones fundamentales: hasta qué punto el lenguaje era "natural", y hasta qué punto "convencional"; y hasta qué punto el lenguaje es analógico (estructurado y ordenado mediante reglas), y hasta qué punto es anómalo (variable, irregular e impredecible.)
Ya aparecen cuestiones lingüísticas en algunos diálogos de Platón, como el Crátilo, por lo cual es probable que Sócrates ya se interesase por esas cuestiones. Luego, Aristóteles retomó el interés por el lenguaje y trató cuestiones lingüísticas relacionadas con la retórica y la crítica literaria en sus obras Retórica y Poética. A pesar de que Platón y Aristóteles se interesaron por las cuestiones del lenguaje, fueron los filósofos del Estoicismo los primeros en reconocer a la lingüística como una rama separada de la filosofía.
En la época helenística (323 a. C. hasta 30 a. C.), el estudio de la lingüística era necesario, ya que el imperio de Alejandro Magno era muy extenso y dentro de él se hablaban muchas lenguas diferentes. Por eso se crearon institutos de enseñanza de la lengua griega (la lengua oficial del imperio), como medio de cohesión y dominio de los pueblos bajo la influencia griega. Asimismo, los estudiosos intentaban preservar los niveles de gramática y estilo griego que habían alcanzado los grandes autores clásicos.
Algunos estudiosos del lenguaje se orientaban hacia la literatura (como Dionisio de Tracia); otros, hacían mayor referencia a los principios lógicos y psicológicos que subyacen al lenguaje.

### Antigüedad romana
Cuando Roma entró en contacto con Grecia, la teoría gramatical tradicional estaba ya bien desarrollada. Basándose en las gramáticas griegas, los estudiosos romanos estudiaron, formalizaron y estructuraron el estudio de la gramática latina. Había tantas semejanzas entre ambas lenguas, tanto tipológicas como lexicales, que se llegó a difundir la idea errónea de que el latín descendía directamente del griego, con alguna mescolanza bárbara. Es notorio que aunque romanos y griegos tuvieron abundante contacto con los persas antiguos cuya lengua también compartía semejanzas léxicas y gramaticales, nunca llegaron a establecer origen común del persa, el griego y el latín.
Entre los gramáticos latinos, Marco Terencio Varrón (116-27 a. C.) destacó por sus aportes originales. Varrón realizó una larga disquisición acerca de la lengua latina, en la que investigó su gramática, su historia y su uso contemporáneo.
Asimismo, trató cuestiones sobre el lenguaje en general, como la controversia entre analogía y anomalía. Llegó a la conclusión de que el lenguaje es análogo, está gobernado por reglas; que es tarea del gramático descubrir y clasificar esas reglas; que existen anomalías, pero que son semánticas o gramaticales y que estas deben aceptarse y registrarse, pero que no es parte del trabajo del gramático el tratar de mejorar la estructura de la lengua desafiando el uso establecido. Esta opinión era bastante revolucionaria, teniendo en cuenta las ideas preconcebidas de la época o el gusto por las formas cultas, literarias o arcaizantes de la lengua (frecuentemente consideradas mejor modelo de la lengua que el propio uso cotidiano). Desde los comienzos de la era cristiana apareció un gran número de gramáticas latinas. Las más importantes son la de Elio Donato y la de Prisciano.

### Europa Medieval
Durante la Edad Media, los textos de Donato y Prisciano fueron esenciales para la enseñanza del latín —la lengua oficial del Imperio Romano de Occidente y posteriormente de la Iglesia—, en que se basaba toda la educación y los estudios lingüísticos.
En la etapa conocida como Renacimiento carolingio, la obra de Prisciano cobró cada vez más importancia, hasta que se convirtió en la base erudita para la enseñanza de la gramática.
Alrededor del siglo XII, se produjo un resurgimiento de la filosofía europea a manos de hombres como San Anselmo de Canterbury y Pedro Abelardo, siempre dentro de la Iglesia, único sostén de la educación. A raíz de los contactos que Europa tuvo con la erudición griega del Este se retomó la lectura de los textos de Aristóteles, con lo cual renació el estudio del griego. Gracias a este resurgimiento, cambió la concepción de la gramática latina, considerada más como una disciplina filosófica que didáctica y literaria.
Con los estudios gramaticales controlados por los filósofos, se la empezó a considerar como un medio de relacionar el lenguaje con la mente humana. "La teoría del lenguaje con la que operaban los gramáticos especulativos adoptaba tres niveles interrelacionados: realidad externa o formas en las que el mundo existe, sus propiedades reales (modi essendi), las capacidades de la mente para aprender y comprender éstas (modi intelligendi) y los medios a través de los cuales la humanidad puede comunicar esta comprensión (modi significandi)". 
El aporte más importante de la gramática especulativa es la teoría de la gramática universal. Gracias al estudio de las lenguas vernáculas, los gramáticos llegaron a la conclusión de que todos los seres humanos tienen la capacidad de aprender un lenguaje, y que las diferencias no son más que accidentes. Los estudios gramaticales se dejaron de lado, por considerarse de escaso interés teórico. Lo mismo ocurrió con el estudio de los textos clásicos latinos. Sin embargo, nunca fueron desechados del todo. Y en el Renacimiento fueron definitivamente retomados.
Una figura importante por sus aportes originales de este período es Dante Alighieri que en su obra De vulgari eloquentia ('Sobre la lengua popular') considera la evolución histórica de las lenguas. Dante atribuye un origen común a las lenguas que el conocía y presupone que diversos procesos históricos y sociales llevaron a evoluciones divergentes. Esta obra contiene un mapa compilado por Alighieri donde sitúa las lenguas que conoce, dividiendo el territorio europeo en tres partes: al este las lenguas griegas, al norte las lenguas germánicas y en el sur las lenguas romances. Alighieri clasificó las lenguas romances en tres grupos (lenguas oïl [francés antiguo], lenguas oc [occitano, provenzal, gascón], y lenguas sí [el resto]). También trató de clasificar las catorce variantes que reconoce dentro de las lenguas de Italia, Córcega, Cerdeña y Sicilia. En el segundo libro defiende el uso de las lenguas vernaculares de su época para ciertos géneros literarios, frente al uso de latín como única lengua culta.

### Edad Moderna: El renacimiento

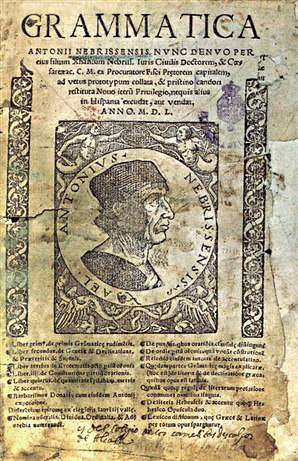
Grammatica (1492).

En 1492 aparece la primera gramática castellana de Antonio de Nebrija, en la que se recogen formalmente reglas de la lengua castellana y donde su autor alaba a la lengua comparándola con la lengua toscana elogiada a su vez por Dante Alighieri. Nebrija considera la lengua castellana una heredera privilegiada del latín.
Durante todo el siglo XVI aparecen gramáticas de lenguas vernáculas (español, francés), de lenguas indígenas (quechua, náuhatl), lo que demuestra la necesidad que tienen el nacionalismo político, por un lado, y la Iglesia por otro, de disponer de un instrumento de identificación y de divulgación respectivamente. A pesar de ello, no decae el interés por el estudio del latín, entre otras razones porque una vez desaparecido el latín vulgar como lingua franca, existe en el Renacimiento la imperiosa necesidad de rescatar el latín clásico como lengua de cultura. Al mismo tiempo, el interés que ha despertado el estudio de las lenguas vulgares hace posible estudios comparativos que buscan sus rasgos comunes y más generales.
Un hecho muy importante de los siglos XVI y XVII es la composición de diversos Artes de la lengua o gramáticas de lenguas coloquiales de lenguas americanas, por parte de estudiosos principalmente españoles, portugueses e italianos. Esos estudios ayudaron a establecer que las lenguas europeas y en particular el latín o el griego antiguo, no eran lenguas representativas de la diversidad lingüística del mundo.

### Edad Moderna: La Ilustración

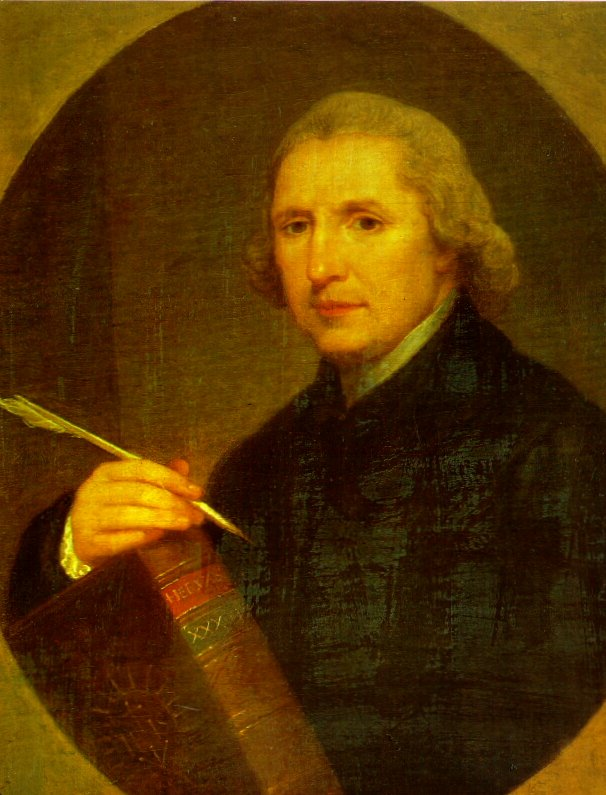
Retrato del jesuita español Lorenzo Hervás, destacado lingüista y estudioso del parentesco entre lenguas y ciencia lingüística. Su obra Catálogo de las Lenguas conocidas (1805) se considera pionera en la clasificación sistemática de los diferentes idiomas.

En efecto, durante el Renacimiento, la eclosión de las lenguas vernáculas va a dar lugar a la revitalización de las investigaciones sobre la lengua perfecta o común. En esta línea aparece la Minerva de el Brocense o la conocida gramática de Port-Royal, que actúa como eslabón entre las teorías racionalistas del siglo XVII y las del XVIII.
A propósito del origen del lenguaje y sus relaciones con el pensamiento, el siglo XVIII se halla dividido entre hipótesis racionalistas e hipótesis empírico sensistas. Muchos pensadores de la Ilustración están influidos por los principios cartesianos que se habían expresado, a nivel semiótico, en la Grammaire (1660) y La Logique (1692) de Port-Royal. Autores como Nicolas Beauzée y César Chesneau Dumarsais intentan distinguir un perfecto isomorfismo entre lengua, pensamiento y realidad, y en esta línea discurrirán muchas de las discusiones sobre la racionalización de la gramática. Frente a ello se encuentra la llamada lingüística ilustrada, representada por Condillac, para quien toda la actividad del alma, además de las percepciones, procede de los sentidos. Esta polémica llegará hasta nuestros días de la mano de Noam Chomsky y su Gramática generativa.

## Lingüística moderna y científica

### La lingüística comparada
La moda artística del romanticismo hizo resurgir el interés por la cultura y el pasado de los pueblos y de las naciones, con sus particularidades. En el terreno lingüístico el romanticismo influyó en el estudio de los orígenes de las lenguas como expresión del "alma" o esencia del pueblo. En este contexto, uno de los aspectos más apreciados será el de las lenguas nacionales como principal expresión del alma de los pueblos, de ahí el resurgimiento en esta época de abundantes estudios comparativos, etnográficos y descriptivos relacionados con la lengua. Las lenguas tienen vida, se quiere saber cómo son, por qué cambian, para qué se usan realmente, cuál es su origen. Se busca el parentesco entre las distintas lenguas, las leyes que expliquen las analogías, los elementos comunes y diferenciales, etc. 
El descubrimiento del sánscrito estimuló el estudio del origen de las lenguas de Europa. En 1786, William Jones asentó la idea del parentesco del sánscrito con el latín, el griego y las lenguas germánicas (parentesco que ya había sido mencionado previamente por algunos autores anteriormente, en términos menos elocuentes que los de Jones). Posteriormente, en 1816, en una obra titulada Sistema de la conjugación del sánscrito, Franz Bopp demostró que las relaciones y similitudes entre lenguas emparentadas podían sistematizarse y convertirse en una ciencia autónoma. Pero esta escuela, con haber tenido el mérito indisputable de abrir un campo nuevo y fecundo, no llegó a constituir la verdadera ciencia lingüística. Nunca se preocupó por determinar la naturaleza de su objeto de estudio. Y sin tal operación elemental, una ciencia es incapaz de procurarse un método. 
El primer error, y el que contiene en germen todos los otros, es que en sus investigaciones -limitadas por lo demás a las lenguas indoeuropeas- nunca se preguntó a qué conducían las comparaciones que establecía, qué es lo que significaban las relaciones que iba descubriendo. Fue exclusivamente comparativa en vez de ser histórica; pero, por sí sola, no permite llegar a conclusiones. Y las conclusiones se les escapaban a los comparatistas, tanto más cuanto se consideraba el desarrollo de dos lenguas como un naturalista lo haría con el cruzamiento de dos vegetales.
Hasta 1870, más o menos, no se llegó a plantear la cuestión de cuáles son las condiciones de la vida de las lenguas. Se advirtió entonces que las correspondencias que las unen no son más que uno de los aspectos del fenómeno lingüístico, que la comparación no es más que un medio, un método para reconstruir los hechos. 
La lingüística propiamente dicha, que dio a la comparación el lugar que le corresponde exactamente, nació del estudio de las lenguas romances y de las lenguas germánicas. Los estudios románicos inaugurados por Friedrich Diez –su Gramática de las lenguas romances data de 1836-1838– contribuyeron particularmente a acercar la lingüística a su objeto verdadero. Y es que los romanistas se hallaban en condiciones privilegiadas, desconocidas de los indoeuropeístas; se conocía el latín, prototipo de las lenguas romances, y luego, la abundancia de los documentos permitía seguir la evolución de los idiomas en los detalles. Estas dos circunstancias limitaban el campo de las conjeturas y daban a toda la investigación una fisonomía particularmente concreta. Los germanistas estaban en situación análoga; sin duda el protogermánico no se conoce directamente, pero la historia de las lenguas de él derivadas se puede seguir, con la ayuda de numerosos documentos, a través de una larga serie de siglos. Y también los germanistas, más apegados a la realidad, llegaron a concepciones diferentes de la de los primeros indoeuropeístas.
Un primer impulso se debió al americano William D. Whitney, el autor de La vida del lenguaje (1875). Poco después, se formó una escuela nueva, la de los neogramáticos, liderada por alemanes. Su mérito consistió en colocar en perspectiva histórica todos los resultados de las comparaciones, y encadenar así los hechos en su orden natural. Gracias a los neogramáticos ya no se vio en la lengua un organismo que se desarrolla por sí mismo, sino un producto del espíritu colectivo de los grupos lingüísticos. Al mismo tiempo se comprendió cuan erróneas e insuficientes eran las ideas de la filología y de la gramática comparada

### Inicios de la lingüística científica
La lingüística moderna tiene su comienzo en el siglo XIX con las actividades de los conocidos como neogramáticos, que, gracias al descubrimiento del sánscrito, pudieron comparar las lenguas y reconstruir una supuesta lengua original, el protoindoeuropeo (que no es una lengua real, sino una construcción teórica). Si bien la lingüística histórica del enfoque de los neogramáticos era una sistematización de hechos lingüísticos y acudía a principios teóricos justificados científicamente, la ortodoxia neogramática incurrió en exageraciones sobre la regularidad de las correspondencias fonéticas y cayó en un infundado optimismo sobre la posibilidad de reconstruir las protolenguas originarias de la humanidad.
La dialectología surgida también durante el siglo XIX, se propuso investigar la variedad existente de las lenguas habladas, investigando la distribución geográfica de los rasgos lingüísticos. Diversos resultados de la dialectología cuestionaron seriamente algunos de los principios de los neogramáticos y matizaron en gran medida el concepto de ley fonética estricta, que habían propuesto los neogramáticos.
Sin embargo, ni la dialectología ni la gramática comparada dieron el paso fundamental de teorizar sobre los principios del lenguaje. Si bien establecieron métodos de investigación sobre la variación tanto histórica como geográfica de las lenguas y sacaron a la luz principios científicos, no trascendieron el ámbito de las lenguas o familias de lenguas concretas.

### Estructuralismo
El estructuralismo es el primer intento teórico de sistematizar los hechos lingüísticos planteando adecuadamente un marco donde podía reflexionarse sobre los hechos lingüísticos al margen de las lenguas concretas y se proponían ideas propiamente lingüísticas.
Con estos precedentes y el impulso de la corriente estructuralista que se adueña de la metodología aplicada a las ciencias sociales y etnográficas, surge la figura del suizo Ferdinand de Saussure, quien señala las insuficiencias del comparatismo al tiempo que acota claramente el objeto de estudio de la lingüística como ciencia —a la que integra en una disciplina más amplia, la semiología, que a su vez forma parte de la psicología social—, a saber, el funcionamiento de los signos en la vida social, en su "Curso de Lingüística General", una edición póstuma de sus lecciones universitarias realizada por sus alumnos.
Lo fundamental del aporte de Saussure como padre de la nueva ciencia fueron la distinción entre lengua (sistema) y habla (realización), y la definición de signo lingüístico (significado y significante). Sin embargo, su enfoque —conocido como estructuralista y que podemos calificar, por oposición a corrientes posteriores, como de corte empirista— será puesto en cuestión en el momento en que ya había dado la mayor parte de sus frutos y por lo tanto sus limitaciones quedaban más de relieve.
La primera fase del enfoque estructuralista estuvo dominado por autores europeos, razón por la que se conoce como estructuralismo europeo. Los estudios antropológicos llevados a cabo en África y especialmente América ampliaron considerablemente el cuerpo de evidencia lingüística sobre la que teorizar. Muchos de esos trabajos contribuyeron al estructuralismo americano uno de cuyos principales exponentes es Leonard Bloomfield.

### Gramática generativa

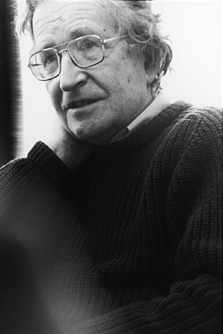
Noam Chomsky.

En el siglo XX el lingüista estadounidense Noam Chomsky crea la corriente conocida como generativismo. Con la irrupción de esta escuela de éxito fulgurante, puesto que las limitaciones explicativas del enfoque estructuralista eran evidentes, hay un desplazamiento del foco
de atención que pasa de ser la lengua como sistema (la langue saussuriana) a la lengua como producto de la mente del hablante, la capacidad innata para aprender y usar una lengua (la competencia chomskiana). Según Chomsky, la capacidad de aprender una lengua es genética. Plantea una cuestión fundamental: el argumento de Platón: ¿cómo es posible que el ser humano aprenda un sistema tan complejo (basado en las jerarquías) a partir de estímulos tan pobres e incompletos? Es decir, la persona que ha aprendido una lengua es capaz de formular enunciados que nunca antes ha escuchado, porque conoce las reglas según las cuales los enunciados deben formarse. Este conocimiento no es adquirido mediante el hábito (sería imposible) sino que es una capacidad innata. Todo ser humano que nace ya lleva consigo esta capacidad, que es la Gramática Universal, reglas gramaticales que rigen a todas las lenguas por igual.
Toda propuesta de modelo lingüístico debe pues —según la escuela generativista— adecuarse al problema global del estudio de la mente humana, lo que lleva a buscar siempre el realismo mental de lo que se propone; por eso al generativismo se le ha descrito como una escuela mentalista o racionalista.

### Funcionalismo
Tanto la escuela chomskiana como la saussureana se plantean como objetivo la descripción y explicación de la lengua como un sistema autónomo, aislado. Chocan así —ambas por igual— con una escuela que toma fuerza a finales del siglo XX y que es conocida como funcionalista. Por oposición a ella, las escuelas tradicionales chomskiana y saussuriana reciben conjuntamente el calificativo de formalistas. Los autores funcionalistas —algunos de los cuales proceden de la antropología o la sociología— consideran que el lenguaje no puede ser estudiado sin tener en cuenta su principal función: la comunicación humana. La figura más relevante dentro de esta corriente tal vez sea el lingüista neerlandés Simon C. Dik, autor del libro Functional Grammar. Esta posición funcionalista acerca la lingüística al ámbito de lo social, dando importancia a la pragmática, al cambio y a la variación lingüística.

### Otros enfoques
A finales del siglo XX y principios del siglo XXI, además de los enfoques generativista (dominante) y funcionalista, aparecen numerosos estudios tipológicos basados en corpus, estadísticas, y algoritmos que buscan correlaciones estadísticas entre parámetros lingüísticos entre sí y entre parámetros lingüísticos y factores externos. Se desarrollan intentos de lingüística matemática y estudios cuantitativos y búsqueda de universales lingüísticos, que si bien constituyen frecuentemente cierta heterogeneidad, aportan evidencia no trivial que no es objeto de interés directo ni por el generativismo, ni el funcionalismo.
Además el intento de conectar los aspectos puramente lingüísticos con la fisiología humana o la dinámica social dan lugar a la psicolingüística, la neurolingüística, la sociolingüística, la etnolingüística y la antropología lingüística. Igualmente, la lingüística computacional y las lenguajes formales han creado perspectivas que tienen bastante en común con los contenidos de la lingüística.

### Auguste Comte
Filósofo francés instaura por primera vez el término Positivismo el cual desata algunas discusiones dentro del grupo de científicos, a pesar de ello su filosofía es muy aceptada durante el siglo XIX. Surge en momentos en que la religión no es capaz de demostrar a las varias preguntas de los científicos, filósofos e investigadores de la época, siendo así sus aportes son muy influyentes en los posteriores pensamientos hasta el siglo XXI. Muchos autores refieren que el positivismo de Auguste Comte no es vigente, sin embargo en este artículo se puede referir lo contrario. Se destaca una enorme influencia del comtismo y el pensamiento alemán en la construcción del conocimiento actual dominante. En el año de 1798 no solo nace uno de los más acérrimos Sociólogos, sino con ella parece diseñada toda una gama de pensamientos positivistas concretada en la realización de un enfoque a posteriori siendo la experiencia la base de conocimiento y la posibilidad de una supuesta mejor ciencia a través de una filosofía positivista que sirve como modelo en la realidad de muchos países. Las ideas de Comte no solo son aquellos conocimientos de siglos pasados sino también la construcción de un pensamiento tan bien desarrollado hasta el día de hoy en muchas áreas del conocimiento. Las cuestiones de dinámico y estático mostraron un gran apego para el positivismo de Comte lo sincrónico y diacrónico posteriormente acuñado por Ferdinand de Saussure.

### Utopía de una real ciencia del lenguaje
La presencia de Comte respondió también a algunas preguntas formuladas por los pensadores sobre el lenguaje. William D. Whitney aparece como una figura de la lingüística estrictamente influenciado por Augusto Comte.  En su planteamiento pensó que así como el conocimiento podía atravesar tres etapas la lingüística también pasaría por esto, en ella propuso una etapa teológica que toma al lenguaje como un regalo divino de Dios, la metafísica que va más allá de las personas que hablan y por último la etapa positiva mediante la inducción. Si pensamos en la actualidad sobre una real ciencia del lenguaje basada desde un sujeto-objeto desde una perspectiva silenciadora del lenguaje continuará siendo una utopía, por ello será una falsa ciencia del lenguaje caracterizada por su capacidad obnubiladora, sin embargo si hay la posibilidad de entender a través del dominio de la propia realidad.,

### Crítica al comtismo
El diseño si puede ser conocido por su historia. Cuando Comte menciona sobre historia se relata a la teología y metafísica, la liberación de las cadenas del pasado. Por otro lado si vemos en un enfoque de las diferentes historias de las culturas en el mundo el pasado no sería una cadena pesada sino una parte del futuro, es decir lo anterior se puede ver adelante. Somos y seremos de algún modo lo que fuimos en el pasado. Por ello es imprescindible que recordemos esto para una comprensión de la complejidad del conocimiento y del mundo. Albert Einstein filósofo Alemán fue un modelo de las ideas de Comte, la teoría de la relatividad.
El positivismo se afirmó como el punto final del conocimiento humano acreditándose ser el verdadero, argumento válido todavía para muchos que siembran la ideología de la universalidad y la superioridad, una universalidad no en términos de cosas naturales en común las cuales se reconocen y no podría de ningún modo negarse sino aquella que invisibiliza al otro.

### La educación positivista actual
La preocupación sobre la continuación del pensamiento universal exclusivo ante los pueblos originários. Dentro de las políticas de la universidad y otros niveles de educación que son sumamente exclusivos, son motivo de análisis crítico.
Hay una necesidad de practicar pedagogías que inciten posibilidades del ser, estar, pensar, sentir, existir, hacer, mirar, escuchar y saber de otro modo. La pedagogía como metodología imprescindible para las luchas epistémicas de liberación.
Las luchas como escenarios pedagógicos porque allí muestran su aprendizaje, desaprendizaje, reaprendizaje, reflexión y acción. El proyecto inacabado de la descolonización como propuestas en las universidades del país. El docente puede ampliar su metodología indispensable para formar estudiantes que no se limiten a campos de educación universitaria con la finalidad de crear una presencia metodológica como dice Freire. Crear un tipo de pedagogía que aporte una nueva humanidad. 